# Волынщик (фонтан)

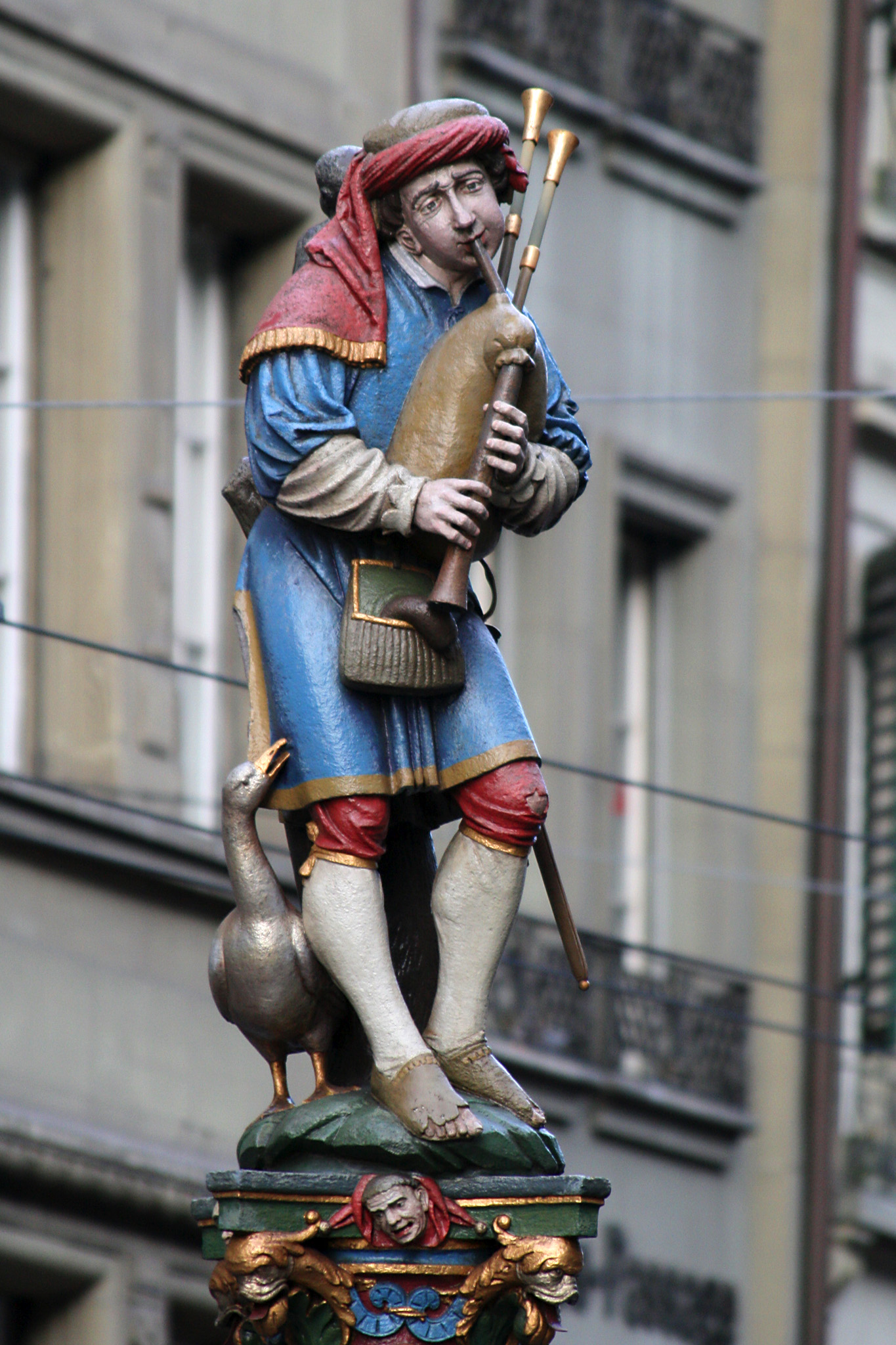
Pfeiferbrunnen.

Фонтан «Волынщик» (нем. Pfeiferbrunnen) — фонтан возле Spitalgasse 21 в Берне, Швейцария. Один из знаменитых фонтанов XVI века в Старом городе Берна, который входит в список объектов швейцарского наследия национального значения.
Фонтан «Волынщик» был построен в 1545—1546 годах швейцарским скульптором эпохи Возрождения Гансом Гиенгом на основе гравюры Альбрехта Дюрера 1514 года «Волынщик». Первоначально он стоял перед «Гостевым домом на перекрестке» (нем. Gasthaus Zum Kreuz), который был гостиницей для странствующих менестрелей. В 1594 году здание было переименовано в «Гостевой дом с аистами». Это альтернативное название было популярно до конца XIX века. Во время реконструкции 1874 года на задней части статуи была размещена надпись, а фигуры аистов на столбе были повреждены. Текущий бассейн под фонтаном был построен в 1889 году. Затем, в 1919 году, фонтан был перенесен восточнее от его первоначального места между Ryffli- и Storchengässchen.